# Leichtathletik-Europameisterschaften 1950/Stabhochsprung der Männer

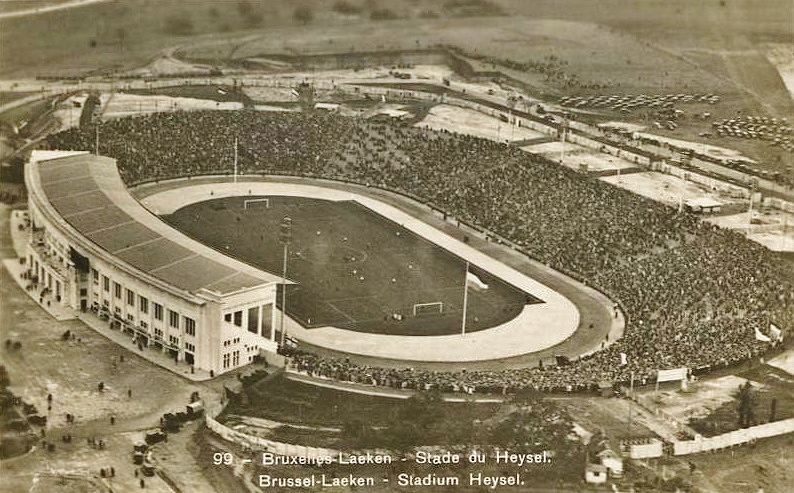
Das Brüsseler Heysel-Stadion in einer Luftaufnahme von 1935

Der Stabhochsprung der Männer bei den Leichtathletik-Europameisterschaften 1950 wurde am 24. und 26. August 1950 im Heysel-Stadion der belgischen Hauptstadt Brüssel ausgetragen.
In dieser Disziplin hab es mit Silber und Bronze zwei Medaillen für Finnland. Europameister wurde der Schwede Ragnar Lundberg. Er siegte vor Valto Olenius und Jukka Piironen.

## Rekorde

### Bestehende Rekorde
| Weltrekord           | 4,77 m | Cornelius Warmerdam | Modesto, USA         | 23. Mai 1942    |
| Europarekord         | 4,40 m | Ragnar Lundberg     | Göteborg, Schweden   | 10. August 1950 |
| Meisterschaftsrekord | 4,17 m | Allan Lindberg      | EM in Oslo, Norwegen | 25. August 1946 |

### Rekordverbesserung
Der schwedische Europameister Ragnar Lundberg verbesserte den bestehenden EM-Rekord im Finale um dreizehn Zentimeter auf 4,30 Meter. Zum Europarekord fehlten ihm nur zehn Zentimeter, der Weltrekord allerdings war um 47 Zentimeter höher.

## Legende
Kurze Übersicht zur Bedeutung der Symbolik – so üblicherweise auch in sonstigen Veröffentlichungen verwendet:
| – | verzichtet   |
| o | übersprungen |
| x | ungültig     |

## Qualifikation
24. August 1950
Die sechzehn Teilnehmer traten zu einer gemeinsamen Qualifikationsrunde an. Mit zehn Athleten, die die Qualifikationshöhe für den direkten Finaleinzug von 4,00 m übersprangen (hellblau unterlegt), war die Mindestanzahl von Finalteilnehmern erreicht.
| Platz | Name               | Nation       | Höhe (m) |
| ----- | ------------------ | ------------ | -------- |
| 1     | Valto Olenius      | Finnland     | 4,00     |
| 1     | Jukka Piironen     | Finnland     | 4,00     |
| 1     | Birger Hultqvist   | Schweden     | 4,00     |
| 1     | Ragnar Lundberg    | Schweden     | 4,00     |
| 1     | Torfi Bryngeirsson | Island       | 4,00     |
| 1     | Armin Scheurer     | Schweiz      | 4,00     |
| 1     | Victor Sillon      | Frankreich   | 4,00     |
| 1     | Georges Breitman   | Frankreich   | 4,00     |
| 1     | Erling Kaas        | Norwegen     | 4,00     |
| 1     | Rudy Stjernild     | Dänemark     | 4,00     |
| 11    | Muhittin Akın      | Türkei       | 3,90     |
| 11    | Walter Hofstetter  | Schweiz      | 3,90     |
| 11    | Milan Milakov      | Jugoslawien  | 3,90     |
| 14    | Rigas Efstatiadis  | Griechenland | 3,80     |
| 15    | Ferdinand Degens   | Belgien      | 3,60     |
| NM    | Albert Van Herck   | Belgien      | ogV      |

## Finale

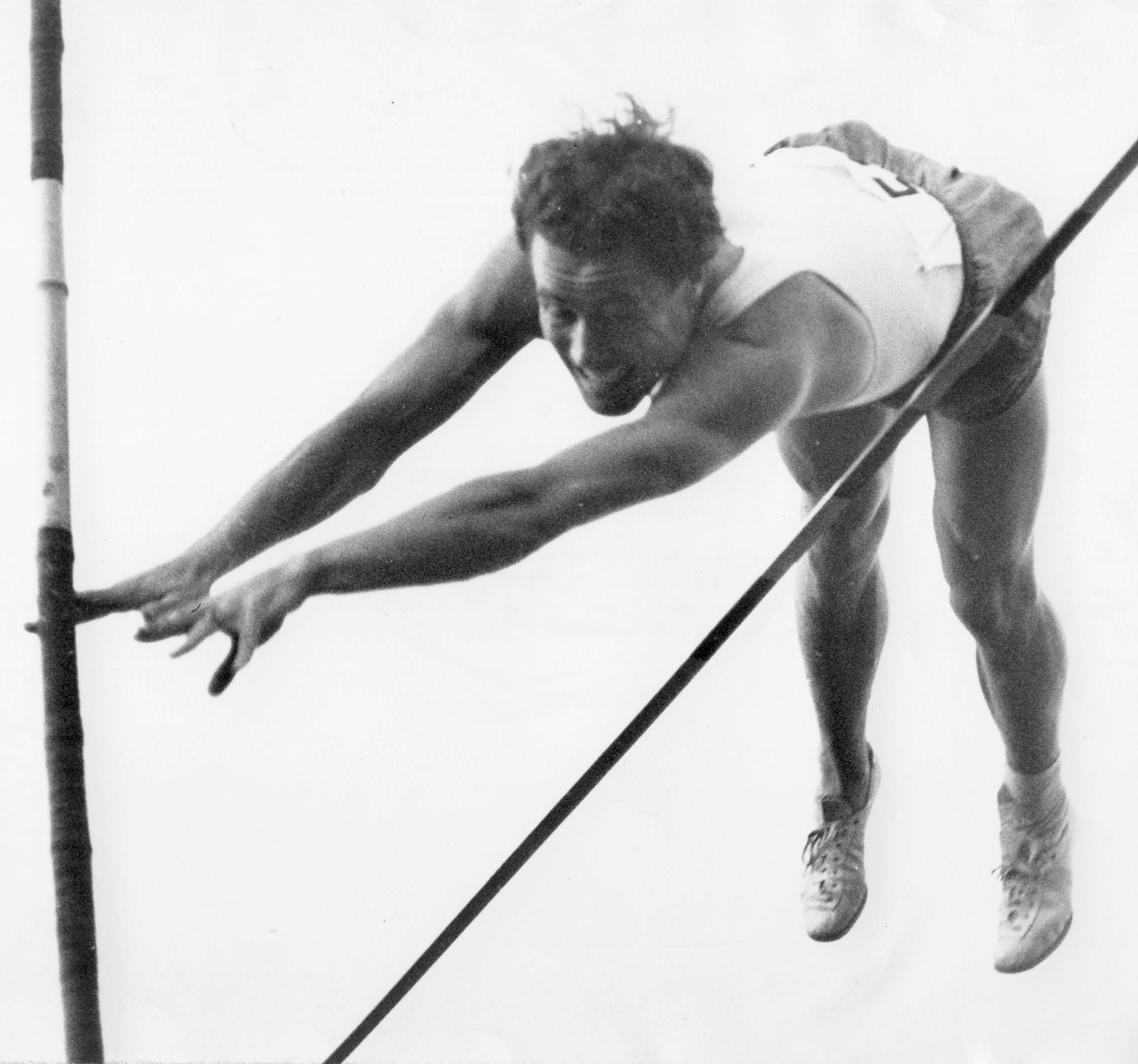
Europameister Ragnar Lundberg – zwei Tage zuvor auch Vizeeuropameister über 110 Meter Hürden

26. August 1950
| Platz | Name               | Nation     | Höhe (m) |
| ----- | ------------------ | ---------- | -------- |
| 1     | Ragnar Lundberg    | Schweden   | 4,30 CR  |
| 2     | Valto Olenius      | Finnland   | 4,25     |
| 3     | Jukka Piironen     | Finnland   | 4,25     |
| 4     | Victor Sillon      | Frankreich | 4,10     |
| 5     | Erling Kaas        | Norwegen   | 4,10     |
| 6     | Armin Scheurer     | Schweiz    | 4,00     |
| 7     | Birger Hultqvist   | Schweden   | 4,00     |
| 8     | Rudy Stjernild     | Dänemark   | 3,80     |
| 9     | Georges Breitman   | Frankreich | 3,80     |
| DNS   | Torfi Bryngeirsson | Island     |          |